# Alcácer

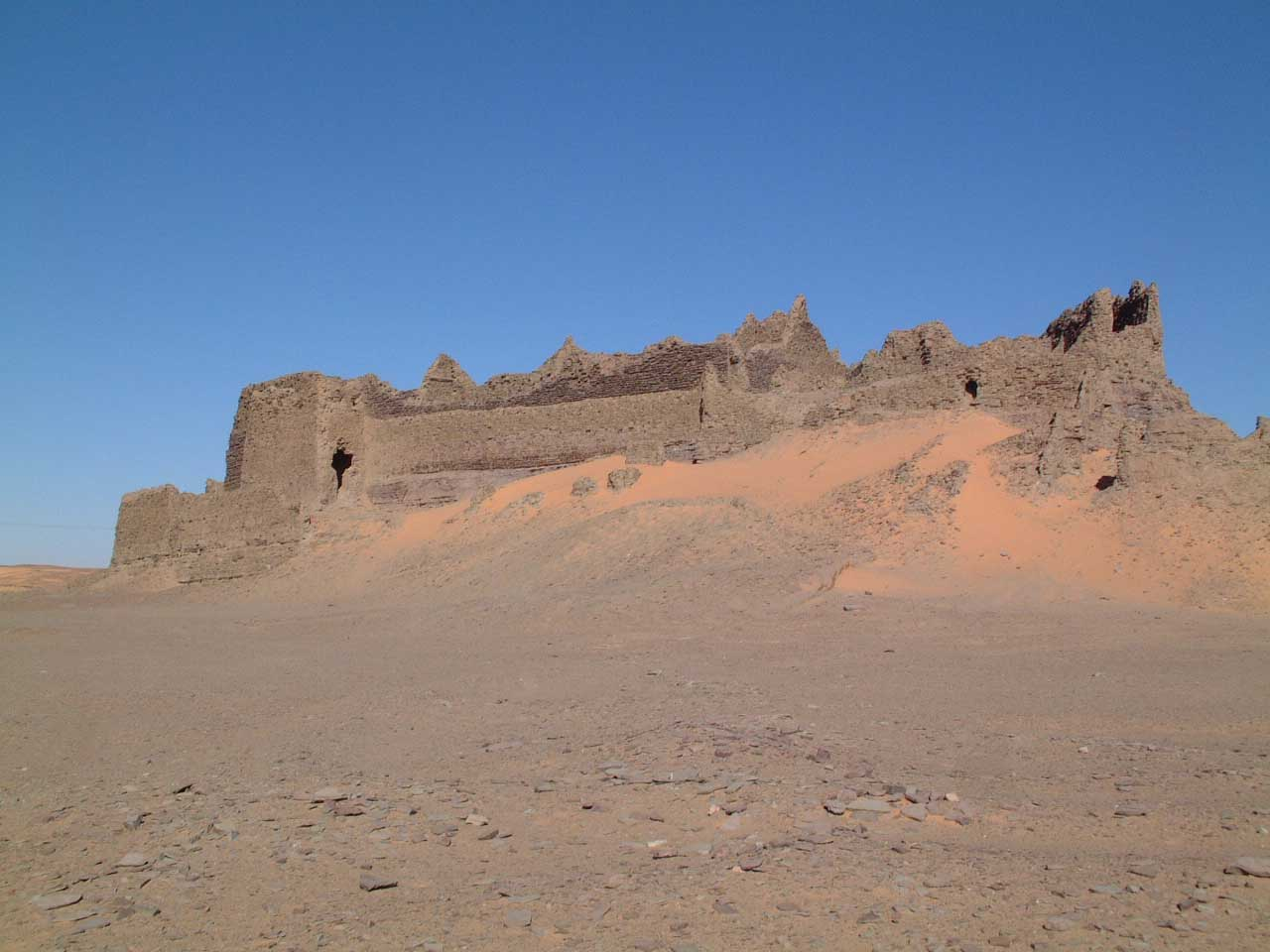
Ruínas do alcácer de Timimoun, na Argélia

Alcácer (em árabe: قصر; romaniz.: Qasr/Gasr; no plural Qusur ou Ksour) é uma pequena vila fortificada, composta por casas, armazéns e outras estruturas colectivas (como mesquitas), geralmente situado num oásis do Magrebe, e construídas em adobe ou outro material semelhante.
"Qasr" é uma palavra árabe com origem no latino "castra/ castrum", enquanto que o seu equivalente berbere é "aghrem" (plural "ighrem"). A sua tradução habitual para as línguas latinas e germânicas é a de castelo (este mesmo forma diminutiva latina de "castro"), embora por vezes possa designar apenas um povoado fortificado ou simplesmente um forte, consoante a sua função específica. A palavra faz parte de vários topónimos na Argélia, Tunísia ou Marrocos (Alcácer-Ceguer, Alcácer-Quibir). Também é usada na toponímia em Portugal (como em Alcácer do Sal), e na Espanha, onde dá o nome a inúmeros alcázares.